# 安卡什大区
安卡什区是秘鲁北部的一个行政区，首府瓦拉斯，最大城市钦博特。该区北接拉利伯塔德區，东邻瓦努科大区、帕斯科大区，南连利馬區，西濒太平洋。安卡什区区名源于克丘亚语“anqash”一词，意为“蓝”。秘鲁最高峰瓦斯卡兰峰位于该大区。